# 84943 Timothylinn
84943 Timothylinn è un asteroide della fascia principale. Scoperto nel 2003, presenta un'orbita caratterizzata da un semiasse maggiore pari a 2,4442784 UA e da un'eccentricità di 0,2170877, inclinata di 26,01015° rispetto all'eclittica.